# Allée couverte du Grand Village

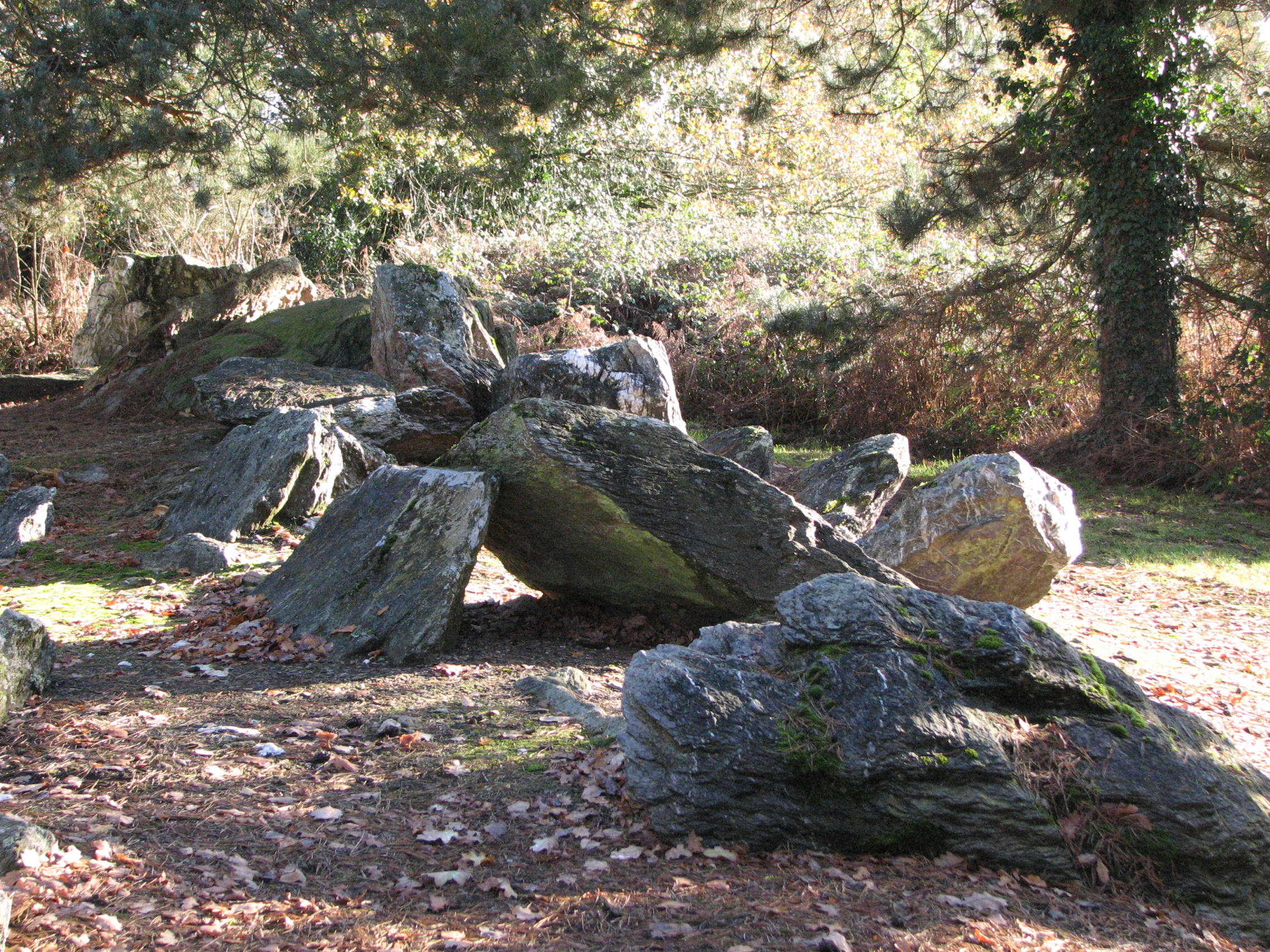
Allée couverte du Grand Village

Die Allée couverte du Grand Village (auch Allée couverte Caro oder Bez Mein-Meur ar Ger-Vras genannt) liegt südwestlich von Caro bei Ploërmel im Département Morbihan in der Bretagne in Frankreich. Die Anlage wurde in der Endphase des Neolithikums errichtet.
Das stärker gestörte Galeriegrab ist sehr schmal und war mit 25 Metern eines der längsten seiner Gattung. Das Denkmal hatte etwa in der Mitte der Südseite einen seitlichen Zugang, baulich vergleichbar einem Ganggrab der nordischen Megalitharchitektur, was es von den meisten Allée couvertes unterscheidet, deren Eintrittseite axial liegt (mit seitlichem Zugang z. B. Crec’h Quillé und Four Sarrazin).
Die Anlage besaß acht Decksteine und 26 Tragsteine, von denen noch sieben vorhanden sind. Sie war einst von einem Tumulus aus Quarzsteinen bedeckt.

## Siehe auch

Allée couverte du Grand Village
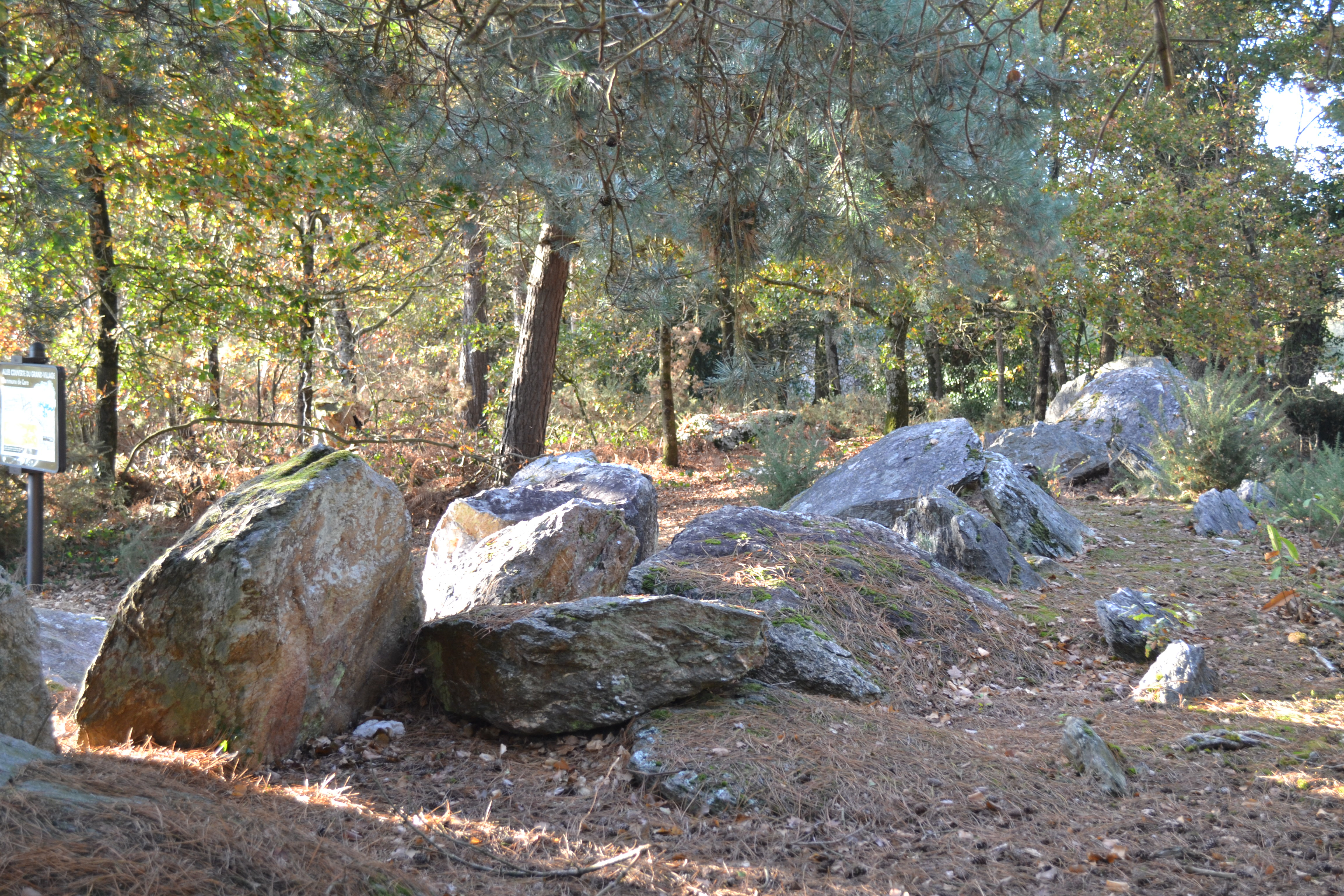
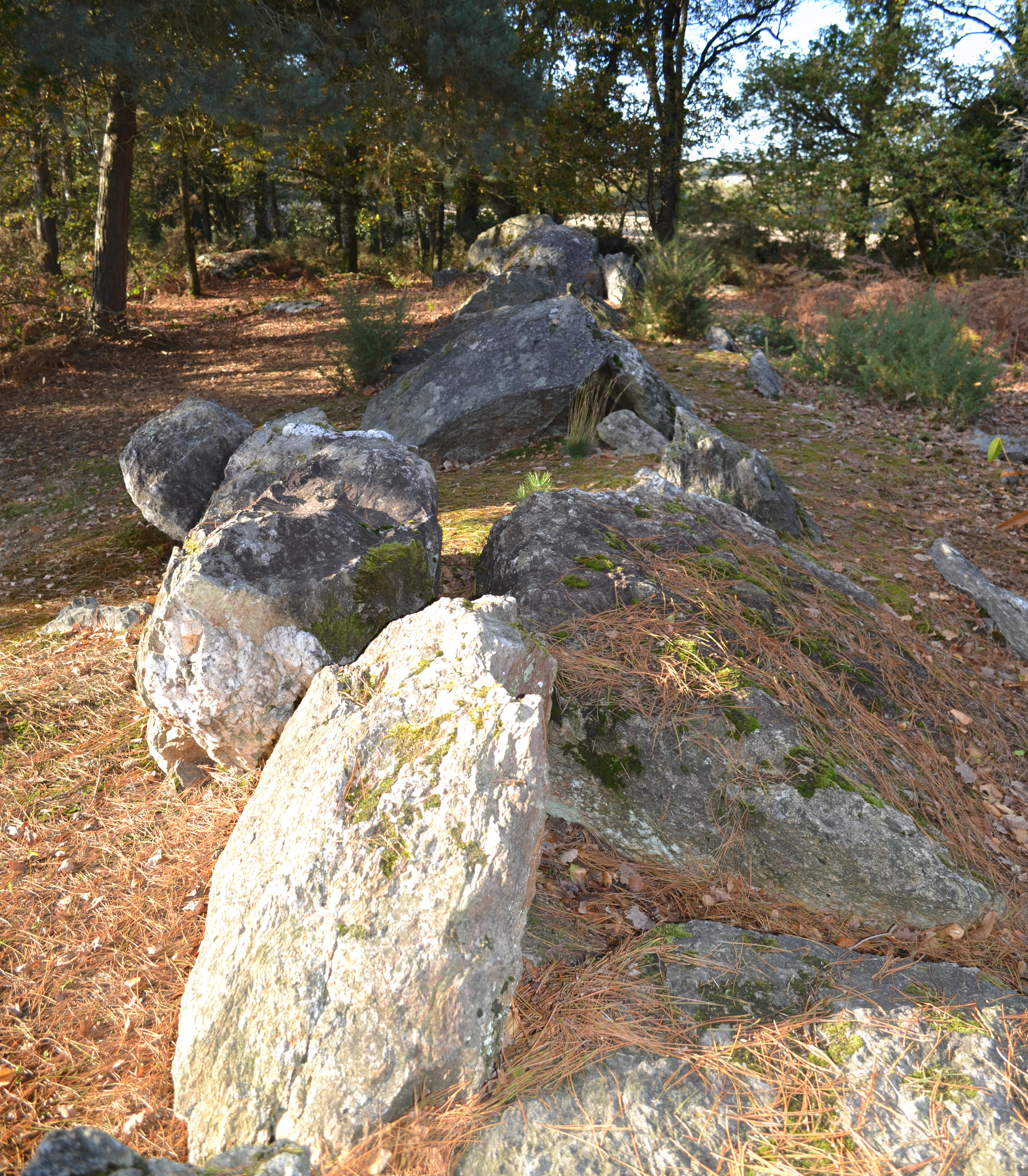
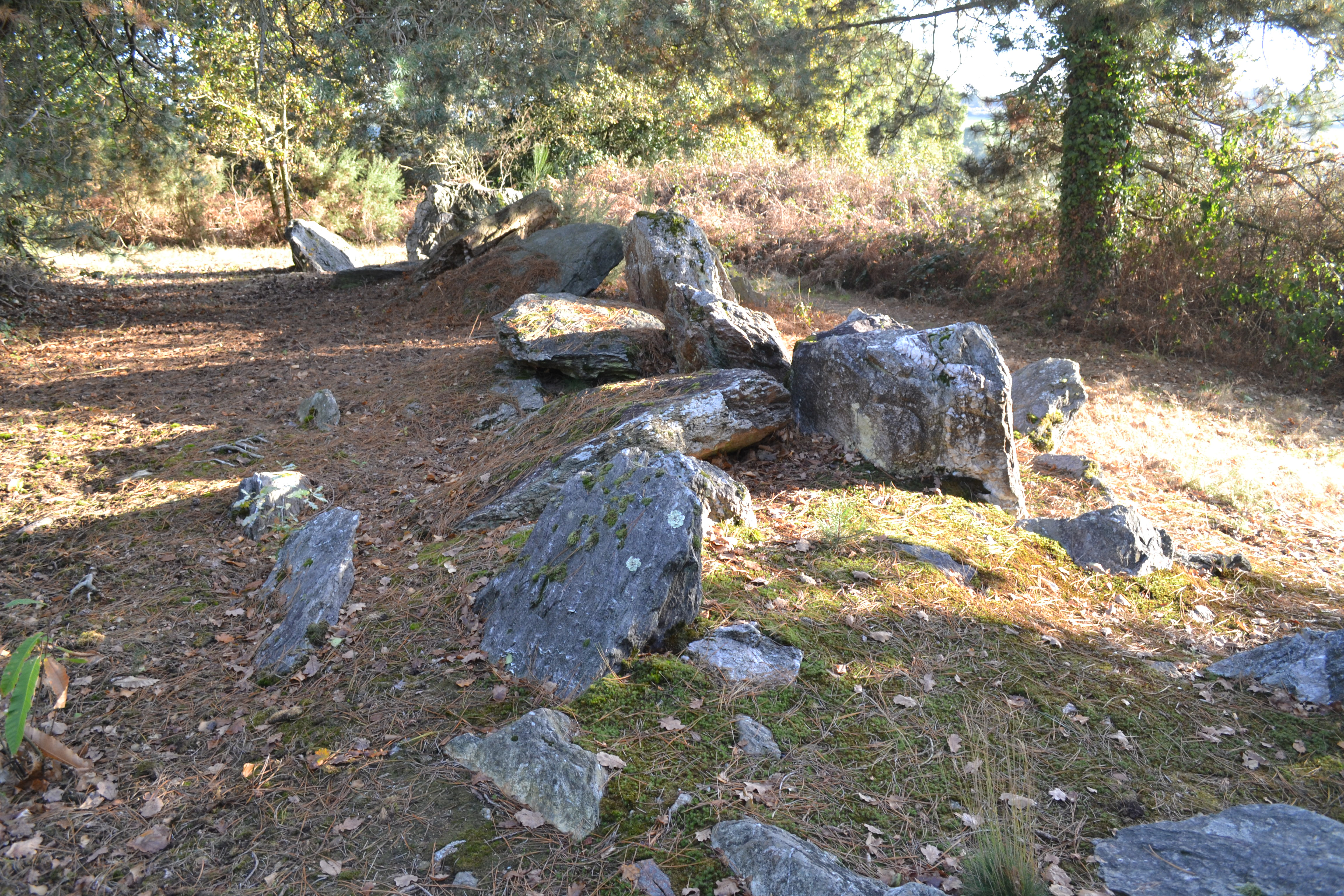
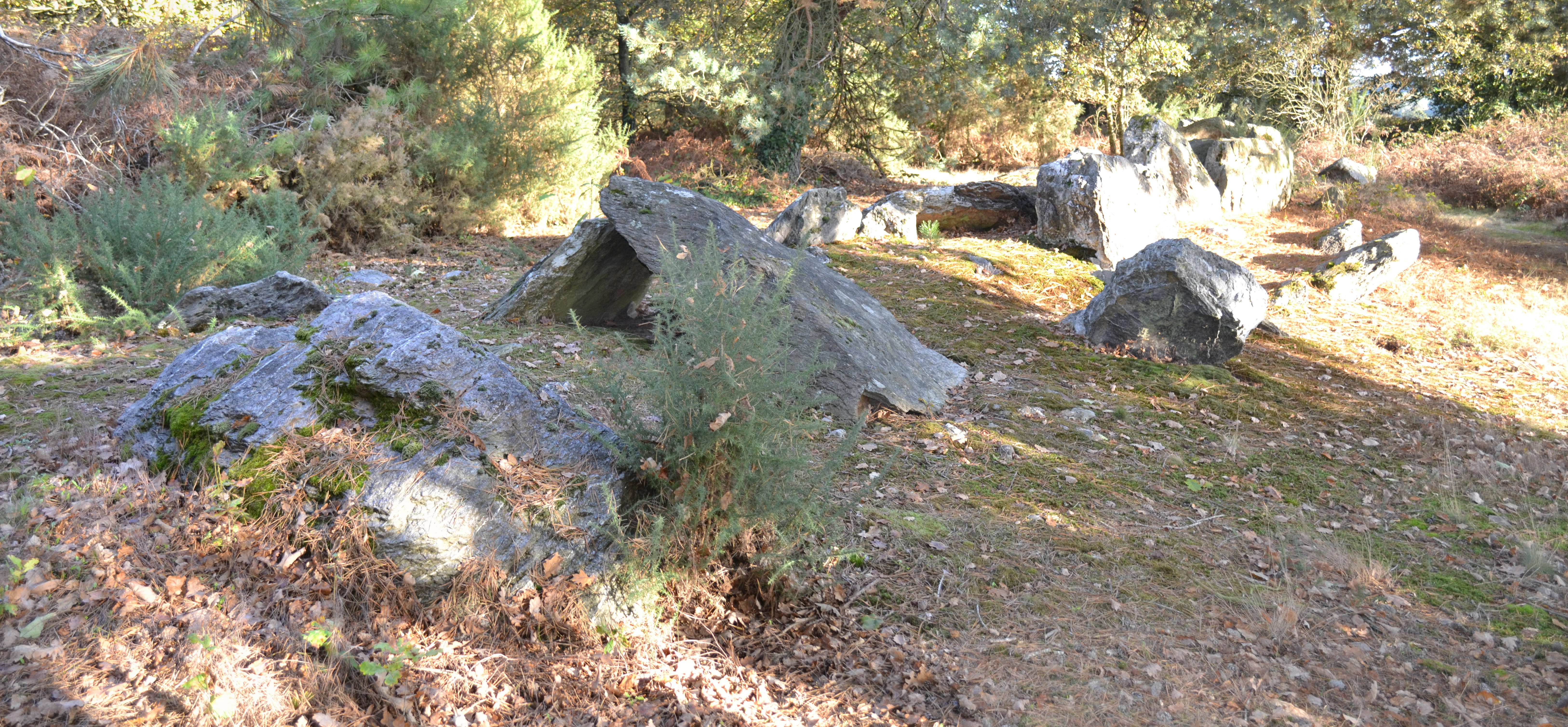